# Polispermia
La polispermia o poliespermia es la penetración de más de un espermatozoide dentro del óvulo en un evento de fertilización. Esta ocurre de manera normal en óvulos con mucha yema (como el de las aves, tiburones y quimeras), pero después solo un espermatozoide se fusiona con el núcleo del óvulo. Los mecanismos para este último fenómeno son aún desconocidos.

## Efectos de la polispermia
A pesar de que son muchos los espermatozoides que pueden unirse a un óvulo, normalmente solo uno se fusiona con la membrana plasmática de éste e inyecta su núcleo y otros orgánulos en el citoplasma del óvulo. Si se produce la fusión de más de un espermatozoide, y por tanto se presenta el fenómeno de polispermia, se genera la formación de husos mitóticos extra o multipolares, lo que ocasiona la segregación defectuosa de los cromosomas durante la división celular; se forman células no diploides y el desarrollo usualmente se detiene.
En el erizo de mar, la fertilización por dos espermatozoides origina un núcleo triploide, en el que cada cromosoma está representado tres veces en lugar de dos. Peor aún, debido a que el centriolo otorgado por cada espermatozoide se divide para formar los dos polos del aparato mitótico, los cromosomas triploides serán desplazados desde cuatro posiciones diferentes por hebras del huso, formando cuatro células que tendrán una carga cromosómica diferente. Estas células por tanto mueren o se desarrollan de manera anormal.
En humanos, generalmente la poliploidía es fatal para el embrión y ha sido detectada en los casos de abortos espontáneos aproximadamente del 10 al 20%.

## Bloqueo de la polispermia
Entonces, debido a la inviabilidad del embrión después de un evento de polispermia, y a pesar de la unión de muchos espermatozoides a la capa que rodea al óvulo, es importante que solo un espermatozoide se fusione con la membrana plasmática y entregue su núcleo dentro de este. Para eso, los animales han desarrollado dos mecanismos principales.

### Bloqueo rápido
El bloqueo rápido de la polispermia es logrado mediante un cambio en el potencial eléctrico de la membrana plasmática del huevo (u óvulo), que actúa como una barrera selectiva entre el citoplasma y el ambiente extracelular. Así, la concentración iónica difiere significativamente entre un lado y el otro, sobre todo a nivel de iones sodio (Na+) y potasio (K+). En el agua de mar la concentración externa de sodio es especialmente alta, es por esta razón que este mecanismo es especialmente utilizado por invertebrados marinos.
Así, este tipo de bloqueo se lleva a cabo por la apertura de canales dependientes de sodio que permiten la entrada del ion al citoplasma celular, despolarizando la membrana, es decir, incrementando las cargas positivas al interior de esta (usualmente, el potencial de la membrana, llamado potencial de reposo, se encuentra en -70mV, lo que indica que las cargas negativas son mayores al interior de la célula; con la fusión del espermatozoide el potencial alcanza valores positivos).
Un experimento en el que se demostró la importancia del sodio en el bloqueo rápido de la polispermia fue realizado por Laurinda Jaffe y colaboradores, cambiando la concentración de este ion en el ambiente. Así, al reducir la concentración de sodio incrementaba el número de huevos poliespérmicos, debido a que la apertura de los canales no conducía a la entrada de suficientes moléculas al citoplasma y por tanto no se daba el cambio necesario en el potencial.
No existe certeza acerca de como un cambio en el potencial de membrana actúa en el espermatozoide para bloquear la fertilización secundaria. La hipótesis más aceptada es que el espermatozoide carga un componente sensible al voltaje (posiblemente una proteína fusogénica -para la fusión de membranas- cargada positivamente) cuya inserción en el citoplasma depende de la carga eléctrica a lo largo de la membrana del huevo.
En Rana pipiens el potencial de membrana cambia a +8mV, un segundo; incrementando lentamente hasta los +17mV. Este potencial es mantenido durante 20 minutos. Sin embargo, este mecanismo no se presenta en salamandras, y tampoco es útil para evitar la polispermia en la fertilización cruzada de huevos de Xenopus por parte de esperma de salamandra.
El bloqueo rápido por depolarización de membrana se ha demostrado además en el gusano marino Urechis caupo, en el que además se probó la importancia del cambio en el potencial per se más que el flujo de iones, en dos especies de algas fucoides (una familia dentro de las algas pardas) y en estrellas de mar.
Mientras que especies no mamíferas utilizan este tipo de bloqueo de membrana, en mamíferos funciona por un mecanismo diferente, al no ser observada ninguna depolarización de membrana en huevos fertilizados de ratón, hámster y conejo. (Ver abajo, Bloqueo en mamíferos).

### Bloqueo lento
Un segundo mecanismo para evitar la entrada de múltiples espermas al citoplasma del óvulo es necesario debido a que el mecanismo rápido es transitorio: el potencial de membrana de un huevo se mantiene positivo durante un periodo de tiempo corto, únicamente. Así, el segundo mecanismo involucra un evento duradero, la llamada reacción de gránulos corticales.
Cuando el esperma se fusiona con la membrana plasmática del óvulo genera un incremento local en el calcio citosólico, que se dispersa a través de la célula en una onda. Existe evidencia soportando la idea de que la onda o las oscilaciones (en algunos mamíferos se presentan oscilaciones más que ondas) de Ca2+ son inducidas por una proteína que es introducida por el esperma. Sin embargo, en erizos y mamíferos, el incremento en la concentración de calcio no se debe a la entrada de este ion desde el medio extracelular, sino más bien a la liberación del elemento desde depósitos intracelulares. Así, los iones de calcio son almacenados en el retículo endoplasmático del óvulo y son liberados por la activación de canales de calcio en la membrana del retículo dependiente de inositol trifosfato (IP3). Este compuesto es activado precisamente por el contacto con las proteínas en el esperma. 
En erizos y ranas el retículo endoplasmático se halla pronunciado en la corteza y rodea los gránulos corticales, por lo cual el calcio es directamente responsable de la propagación de la reacción cortical. Una vez expulsados del depósito, los iones libres tiene la capacidad de inducir la expulsión del calcio aún secuestrado en los sitios de almacenamiento, generando así la ola de propagación y la exocitosis de los gránulos corticales.
El mecanismo de exocitosis es el siguiente. Directamente debajo de la membrana plasmática del óvulo se encuentran miles de gránulos corticales (en el erizo alrededor de 15.000), que son activados a realizar exocitosis por la ola de calcio propagada justo después de la entrada del esperma. Por medio de este proceso las vesículas situadas en el citoplasma se fusionan con la membrana y liberan su contenido. En el erizo, los gránulos liberan varias proteínas en el espacio entre la membrana citoplasmática del huevo y la estera fibrosa de las proteínas en la envoltura vitelínica. Entre las proteínas liberadas se encuentran proteasas que degradan las uniones de conexión entre la envoltura vitelínica y la membrana celular, además de remover los receptores de bindina (aquellos a los que se une el esperma) y con estos cualquier esperma unido al huevo. Adicionalmente, se liberan mucopolisacáridos que generan un gradiente osmótico y que hace que el agua ingrese en este espacio y expanda la envoltura, generando la membrana de fertilización. Una tercera enzima liberada, una peroxidasa, fortalece la membrana de fertilización al entrecruzar los residuos de tirosina en las proteínas adyacentes.
La formación de la membrana de fertilización empieza en el punto de la entrada del esperma y continúa su expansión por el resto del huevo. Por este proceso también se da la formación de la capa de hialina, por la liberación de una cuarta proteína con este nombre, pero cuya función es la de dar soporte a las blastómeras durante el clivaje.

### Bloqueo en peces
A diferencia de muchos otros organismos, el contacto entre el esperma y el huevo de un pez se da únicamente después de que el gameto masculino haya entrado por un canal, el micropilo, en un sitio específico del huevo. Tal vez por esta razón la mayoría de los peces no presentan acrosoma en su esperma.
Por tanto, los mecanismos de bloqueo de la polispermia en peces difieren considerablemente. Este proceso se lleva a cabo en al menos cuatro pasos. Primero, se dan cambios en la estructura del micrópilo, que se cierra para reducir el número de espermatozoides que alcanzan la membrana plasmática del huevo. Después, se da la formación del cono de fertilización, derivado de la fusión entre las membranas de ambos gametos, que tapona la apertura del micrópilo. Posteriormente, se dan interacciones entre las lectinas liberadas de los gránulos corticales y el esperma supernumerario en el vestíbulo del micrópilo: inicialmente las proteínas inmovilizan los espermatozoides para después ser expulsados del vestíbulo al incrementar la presión osmótica del fluido perivitelínico. Acto seguid, el fluido perivitelínico con las lectinas interactúa con el exterior de la capa fibrosa, para eliminar la orientación y atracción del esperma hacia el micrópilo. Finalmente, se da la reacción de zona, endureciendo el corión y con esto llegando hasta el cierre total del micrópilo.

### Bloqueo en mamíferos
Se piensa que varios procesos que involucran el tracto reproductivo de la hembra, como la capacitación y el contacto con el reservorio oviductal, sirven para regular el número de espermas que alcanzan el sitio de fertilización en muchas especies.
En los mamíferos el bloqueo de la polispermia en el óvulo ocurre principalmente a dos niveles: en la zona pelúcida (análoga a la envoltura vitelínica en los no mamíferos) y en la membrana celular. Por tanto existe una diferenciación espacial, pero, a diferencia de las especies no mamíferas en las que la diferenciación es además temporal, en los organismos de esta clase no existe una diferencia temporal entre los dos tipos de bloqueo.
El bloqueo en la zona pelúcida es bastante similar al de los organismos no mamíferos. La fusión del esperma con el huevo también induce una señal de Ca2+, iniciada en el lado opuesto al sitio de unión del esperma, que activa al huevo para realizar la reacción cortical. Sin embargo, en los mamíferos no se crea la membrana de fertilización. En lugar de esto, ocurre la modificación de los receptores en la zona pelúcida, alterando la composición de proteínas de la familia ZP. Este proceso es llamado reacción de zona.
Sin un incremento en la concentración de Ca2+ no es posible la liberación de los granulos corticales para prevenir la polispermia ni la reanudación meiótica y la subsecuente entrada dentro de los ciclos celulares embriológicos. Ocilaciones en calcio se han visto en medakas (peces), erizos, ranas, ratones, hámsteres, bovinos, conejos y humanos.
Por otro lado, el bloqueo de membrana en óvulos de mamífero difiere ampliamente del mecanismo de depolarización encontrado en los organismos fuera de esta clase. En mamíferos este bloqueo parece ser la culminación de múltiples eventos que en conjunto modifican la receptividad al esperma, de la membrana del óvulo.
Como soporte a un mecanismo múltiple, McAvey y colaboradores mostraron que la tasa de espermas fusionados por huevo -sin zona pelúcida- aumentaba cuando eran tratados con una droga que perturbaba la actina en el citoesqueleto, sugiriendo que la disminución en la receptividad al esperma post-fertilización requiere de ciertas funciones del citoesqueleto de la membrana plasmática del óvulo, y que no tiene implicación en las oscilaciones en la concentración de calcio ni en la exocitosis de gránulos corticales –que era similar a aquella en los óvulos control.
Además, experimentos utilizando marcadores fluorescentes para seguir ciertos lípidos de membrana en óvulos de ratón sugieren que existen cambios en la organización de estos, inducidos por la fertilización. Sin embargo, no se sabe mucho más allá de eso.
Finalmente, se ha demostrado que las olas de incremento de calcio reguladas por la interacción con el esperma determinan el tiempo de establecimiento de la membrana de bloqueo, siendo este proceso más lento en óvulos que experimentan una o ninguna ola de calcio. Sin embargo, el calcio parece ser solo un facilitador en el bloqueo de la membrana, que funciona junto con eventos asociados a la fertilización, aún desconocidos.

## Videos y Lectura complementaria
- Bloqueo lento de polispermia en un huevo de erizo en donde se observa la creación de la membrana de fertilización.  Archivado el 11 de octubre de 2006 en Wayback Machine.

- Sobre el comportamiento del esperma en el tracto femenino.

- Datos: Q1759519